# Potentialbarriär

En potentialbarriär V(x). Potentialen i positionen 0 en potentialbarriär med bredden 2a och höjden V_{0}

Potentialbarriär är i kvantfysiken ett lokalt maximum av potentiell energi. En partikel som rör sig mot en potentialbarriär kan reflekteras, men också tunnla genom barriären. Detta har att göra med att partikeln behöver mer energi för att röra sig "inne i" potentialbarriären, än den behöver utanför den. 
En potentialbarriär är motsatsen till en potentialbrunn.